# Falco rupicolus
Falco rupicolus és el nom científic d'un ocell de la família dels falcònids (Falconidae), tradicionalment considerat una subespècie del Xoriguer comú (F. tinnuculus rupicolus). Habita l'Àfrica meridional, des del nord-oest d'Angola, sud de la República Democràtica del Congo i sud de Tanzània, cap al sud fins a Sud-àfrica.